# Mathaux
Mathaux ist eine französische Gemeinde mit 212 Einwohnern (Stand: 1. Januar 2022) im Département Aube in der Region Grand Est. Sie gehört zum Kanton Brienne-le-Château und zum Arrondissement Bar-sur-Aube.
Mathaux ist umgeben von folgenden Nachbargemeinden:
|           | Blaincourt-sur-Aube                         | Brienne-la-Vieille |
| Brévonnes | Kompassrose, die auf Nachbargemeinden zeigt |                    |
|           | Radonvilliers                               | Dienville          |

Die Gemeinde Mathaux liegt an der Mündung der Amance in die Aube, 26 Kilometer östlich von Troyes.

## Bevölkerungsentwicklung
| Jahr                       | 1962 | 1968 | 1975 | 1982 | 1990 | 1999 | 2008 | 2018 |
| -------------------------- | ---- | ---- | ---- | ---- | ---- | ---- | ---- | ---- |
| Einwohner                  | 248  | 238  | 197  | 167  | 186  | 190  | 234  | 199  |
| Quellen: Cassini und INSEE |      |      |      |      |      |      |      |      |

## Sehenswürdigkeiten
- Kirche Saint-Quentin, Monument historique seit 1982

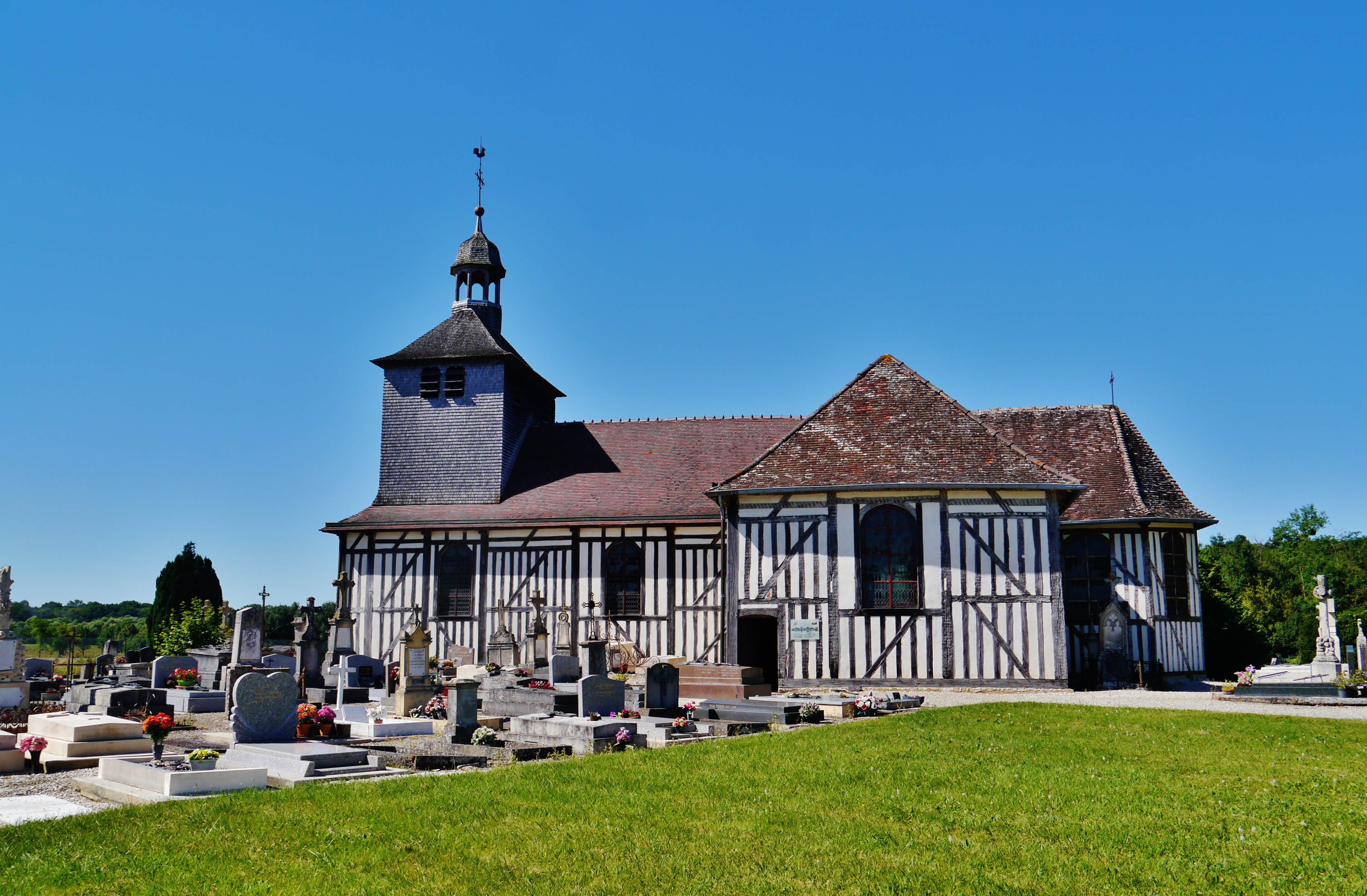
Kirche Saint-Quentin